# بخش مرکزی شهرستان شیروان
بخش مرکزی شهرستان شیروان یکی از بخش‌های شهرستان شیروان در استان خراسان شمالی ایران است. 

## تقسیمات کشوری
- بخش مرکزی شهرستان شیروان
  - دهستان حومه
  - دهستان زوارم
  - دهستان زیارت
  - دهستان سیوکانلو
  - دهستان گلیان

شهر: شیروان ، زیارت؛خانلق

## جمعیت
بنابر سرشماری مرکز آمار ایران، جمعیت بخش مرکزی شهرستان شیروان در سال ۱۳۸۵ برابر با۳۰۰۰۰نفر بوده است .